# 헤르베르트 길레
헤르베르트 길레(1897년 3월 8일 ~ 1966년 12월 26일)는 독일 나치 친위대 고위 지휘관이었던 인물이다. 그는 제2차 세계 대전 동안 제5SS기갑사단 비킹을 지휘했다. 전쟁 후 헤르베르트 길레는 1951년 서독의 전직 독일 친위대 고위인사들이 설립한 로비단체이자 수정주의 베테랑 조직인 HIAG에서 활동하게 되었다.

## 나치 친위대경력
길은 제1차 세계대전에 참전하여 철십자 1등과 2등급을 받았다. 길레는 1931년 나치당과 나치 친위대에 가입했다. 1934년에 그는 나치 친위대 전투 지원 부대에 입대했다. 길레는 SS-V 연대의 대대장으로서 폴란드 침공과 서부 캠페인에 참여했다. 1940년 그는 펠릭스 슈타이너가 이끄는 SS사단 비킹의 연대장으로 임명되었다.
그의 연대와 함께, 길레는 1941년에 바르바로사 작전에 참여했다. 그는 1942년 10월 8일에 기사단 십자가를 받았다. 이어 동부전선에서 제5SS기갑사단 비킹을 지휘했다. 1944년 초, 길레는 코르순-체르카시 포위망에서 스템머만 그룹 이탈에 참여했다. 1945년 1월, 길레는 IV SS 기갑군단의 지도자로서 부다페스트 전투에서 포위된 독일군과 헝가리군을 구하기 위한 작전에 참가했다. 1945년 3월 그는 실패한 발라톤 호수 공세에서 IV SS 기갑부대를 이끌었다. 그는 오스트리아에 주둔한 미군에 항복했다.

## 활동
헤르베르트 길레는 1948년에 석방되었다. 1950년대 초 길레는 서독의 전직 고위 와펜-SS 요원들이 그들의 법적, 경제적, 역사적 재활 운동을 위해 설립한 로비 단체이자 수정주의 베테랑 조직인 HIAG에서 활동하게 되었다. 길은 펠릭스 스타이너, 오토 쿰, 폴 하우저와 함께 HIAG 내의 초기 주도적인 인물이 되었다. 1951년 길은 정기 간행물 위키리크루프(바이킹 콜)를 시작했다. 처음에 그것은 SS사단 위키링의 베테랑들을 겨냥한 것이었다. 존속 첫해인 1952년에 HIAG의 공식 간행물이 되었고, 결국 데르 프레이윌리지(The Performance)로 개칭되었다.
길은 그 조직에서 자기와 관련된 전범 논쟁에 직면했다. 1952년 HIAG는 베르덴에서 첫 번째 주요 회의를 열었다. 회의는 정중하게 시작되었는데, 길레는 '참전용사들이 조국을 위해 의무를 다할 준비가 되어 있다'고 발표했고, 슈타이너는 '자유, 질서, 정의'에 대한 지지를 선언하였다. 그러나 다음 연사는 다른 메시지를 전달했다. 이른바 웨흐마흐트와의 연대 시연을 위해 초청받았던 헤르만-베른하르트 람케 장군은 서방 연합군을 '진짜 전범'이라고 비난하며 당시 SS 대원들이 모두 쓰여있던 블랙리스트가 곧 범죄자 명단이라고 주장했다.
그 폭발은 서독 내부에서 여론을 일으켰다. 미국과 캐나다의 정기 간행물들은 히틀러의 전 방위군 총사령관과 랍블-루즈 장군이 연합군을 긴장시키고 있다는 기사를 보도했으며, 기사에서 라메크의 연설은 "이젠하워, 슈바이네헌드!"("아이젠하워, 돼지독")로 환영받았다고 보도했다.
1950년대 중반 HIAG 내에서 내부 분열이 나타나기 시작했다. 스테이너와 길은 보다 정치적, 노골적인 지향성을 선호했고, 나머지 지도부는 HIAG의 법적, 경제적 재활이라는 목표를 위태롭게 하지 않기 위해 온건한 접근을 선호했는데, 이는 그들의 의견으로는 설립에서나 나올 수 있는 것이었다. 헤르베르트 길레는 1966년에 사망했다.

## 참고 문헌
- Large, David Clay (1987). “Reckoning without the Past: The HIAG of the Waffen-SS and the Politics of Rehabilitation in the Bonn Republic, 1950–1961”. 《The Journal of Modern History》 (University of Chicago Press) 59 (1): 79–113. doi:10.1086/243161. JSTOR 1880378.
- Patzwall, Klaus D.; Scherzer, Veit (2001). 《Das Deutsche Kreuz 1941 – 1945 Geschichte und Inhaber Band II》 [The German Cross 1941 – 1945 History and Recipients Volume 2] (독일어). Norderstedt, Germany: Verlag Klaus D. Patzwall. ISBN 978-3-931533-45-8.
- Scherzer, Veit (2007). 《Die Ritterkreuzträger 1939–1945 Die Inhaber des Ritterkreuzes des Eisernen Kreuzes 1939 von Heer, Luftwaffe, Kriegsmarine, Waffen-SS, Volkssturm sowie mit Deutschland verbündeter Streitkräfte nach den Unterlagen des Bundesarchives》 [The Knight's Cross Bearers 1939–1945 The Holders of the Knight's Cross of the Iron Cross 1939 by Army, Air Force, Navy, Waffen-SS, Volkssturm and Allied Forces with Germany According to the Documents of the Federal Archives] (독일어). Jena, Germany: Scherzers Militaer-Verlag. ISBN 978-3-938845-17-2.
- “Rabble-Rousing General Is Worrying the Allies”. 《Ottawa Citizen》. 1952. 2015년 12월 2일에 확인함.
- “Hitler's Guard Cheers Ex-chief”. 《Sarasota Herald-Tribune》. 1952. 2015년 12월 2일에 확인함.